# Мах, Александр
Алекса́ндр (Ша́нё) Ма́х (словац. Alexander Mach; 11 октября 1902, Палариково — 15 октября 1980, Братислава) — словацкий политик фашистской ориентации.

## Биография
В детстве мечтал стать священником, учился в семинариях в Трнаве и Эстергоме. С 1922 года функционер Глинковой Словацкой Народной партии (HSĽS). В 1923 секретарь партии в Тренчине. В 1926—1939 главный редактор издательства «Словак». В 1920-х близкий соратник Войтеха Туки. С 1936 член центрального комитета HSĽS, член радикального крыла.
В 1938—1939 принял активное участие в уничтожении чехословацкого государства как шеф партийного Комитета Пропаганды. В 1939—1944 командир Глинковой Гарды. В 1940—1945 министр внутренних дел с подачи самого Гитлера и заместитель премьер-министра. Выступал за тесное сотрудничество с Германией. Был ответственен за депортацию евреев и подавление антинацистского движения. 4 апреля 1945 сбежал в Австрию, где жил в деревне Мондзее и там же был схвачен американцами. Был выдан Чехословакии и заключён в пражской тюрьме Панкрац, позже переведён в Братиславу. В 1946 году начался процесс и в 1947 Мах был осуждён — он, вопреки ожиданиям, получил удивительно мягкое наказание — 30 лет тюрьмы, 9 мая 1968 амнистирован президентом Людвиком Свободой по состоянию здоровья. Наказание отбывал в Леополдове, вместе с другими политическими деятелями фашистской Словакии — шефом пропаганды Тидо Гашпаром, генералом Йозефом Туранцом, председателем сената Павлом Оплуштилом, министром хозяйства Гейзой Медрицким и министром финансов Микулашем Пружинским. После освобождения жил на даче сына около Братиславы и писал мемуары, которые были потом конфискованы органами госбезопасности и выданы семье только в 2003 году.

## Цитаты
- Чеха — в мешок, а мешок — в Дунай! (1939)
- С евреями, у которых золото, драгоценности, богатство, разобрались везде и разберёмся и мы! (1939)